# Dehors-dedans
Pour plus de détails, voir Fiche technique et Distribution.
Dehors-dedans est un film français réalisé par Alain Fleischer, sorti en 1975.

## Fiche technique
- Titre : Dehors-dedans
- Réalisation : Alain Fleischer
- Scénario : Alain Fleischer
- Photographie : Jean-Marie Estève, Philippe Guérout
- Son : Pierre Befve, Dominique Hennequin, Daniel Ollivier
- Montage : Alain Fleischer
- Production : Stephan Films
- Pays :  France
- Durée : 80 minutes
- Date de sortie : 10 décembre 1975

## Distribution
- Catherine Jourdan